# Oasisia
Oasisia is een geslacht van borstelwormen uit de familie van de Siboglinidae.

## Soorten
- Oasisia alvinae Jones, 1985
- Oasisia fujikurai Miura & Kojima, 2006